# Club Sport Rosario
Maillots
Dernière mise à jour : 9 septembre 2023.
Le Club Sport Rosario est un club péruvien de football basé à Huaraz, qui évolue en Copa Perú (3e division). 

## Histoire
Fondé le 4 octobre 1965 en hommage à Notre-Dame du Rosaire, le Sport Rosario atteint en 2014 les 8e de finale de la Copa Perú mais se retrouve éliminé aux mains du Defensor La Bocana (1-1, 0-2). En 2015, il est invité par la Fédération péruvienne de football (FPF) à disputer le championnat de 2e division afin de remplacer le club Fuerza Minera qui prétendait renoncer à jouer en D2 avant que la FPF ne se ravise en obligeant ce dernier à disputer ledit championnat.
Le 27 avril 2016, le président du Sport Rosario Gelacio Lombardo Mautino Ángeles trouve la mort dans un accident de la route à Huashta Cruz, dans la province de Huaylas. Malgré ce coup du sort, le club remporte en fin d'année la Copa Perú et gagne le droit de monter en 1re division en 2017. Sa première saison au sein de l’élite est encourageante puisqu'il parvient à se qualifier à son premier tournoi international, la Copa Sudamericana 2018. Néanmoins, l’année 2018 est catastrophique, le club n’ayant plus les moyens de payer ses joueurs, il finit par être relégué en fin de saison. Criblé de dettes, le club n'est pas autorisé à disputer le championnat de D2 en 2019.
Le Sport Rosario a une équipe filiale, le Rosario Fútbol Club. Ils se sont affrontés le 17 avril 2016 dans un match de ligue de district avec une victoire de l'équipe première sur sa filiale par cinq buts à zéro.
Après son expérience en D1, le club revient en Copa Perú (D3) et se présente à partir de 2022 reprenant le nom de son équipe filiale (Rosario FC) sous les ordres de Lizandro Barbarán. Garín Bravo prend le relais de Barbarán à la tête de l'équipe en 2023.

## Résultats sportifs

### Palmarès
| Compétitions nationales               | Compétitions régionales                                         |
| - Copa Perú (1) : - Vainqueur : 2016. | - Ligue de la région d'Áncash (2) : - Vainqueur : 2014 et 2016. |

### Bilan et records
- Saisons au sein du championnat du Pérou : 2 (2017-2018).
- Saisons au sein du championnat du Pérou D2 : 0.
- Participations en compétitions internationales : 1. 
  - Copa Sudamericana 2018 : 1er tour.

## Structures du club

### Estadio Rosas Pampa
Situé à une altitude de 3 040 m, l'Estadio Rosas Pampa (en) de Huaraz a une capacité de 18 000 personnes. Outre les matchs du Sport Rosario, le stade accueille aussi les rencontres du Sport Áncash. Le Sport Rosario maintient avec ce dernier club une rivalité locale : le Clásico Huaracino i.e. « le derby de Huaraz ».

## Personnalités historiques du club

### Joueurs

#### Grands noms
Les internationaux péruviens Jean Deza, Christofer Gonzales et Salomón Libman ont joué pour le Sport Rosario quand ce dernier évoluait en 1re division.

### Entraîneurs
Lizandro Barbarán remporte la Copa Perú en 2016 à la tête du club. 
| - Pedro Ruiz (2002) - Luis Alva (2003-2004) - Raúl Gorriti (2004) - Walter Bernuy (2011) - Walter Bernuy (2014) - Giancarlo Riega (2014) - Jorge Ágapo Gonzales (2014) - Lizandro Barbarán (2015-2016) - Gerardo Ameli (en) (2017) - Rainer Torres (intérim) (2017) | - Gustavo Onaindia (2017) - Pablo Abraham (2018) - Fernando Nogara (2018) - Rainer Torres (2018-2019) - Fernando Nogara (2019) - Rainer Torres (2020-2021) - Lizandro Barbarán (2022) - Garín Antonio Bravo Antaurco (2023-) |